# Format 16 mm

Le format 16 mm est celui d'une pellicule cinématographique d'une largeur de 16 mm, lancé en 1923 par la Eastman Kodak Company de New York.
Le but était de proposer un format et un matériel beaucoup plus économique, plus léger et plus facile à mettre en œuvre que le 35 mm standard, d'abord pour le cinéma amateur, mais aussi pour la prise de vues en reportage. Le 16 mm a aussi été le format des scopitones.
Il était devenu progressivement un format professionnel pour le reportage et les fictions de télévision, jusqu'à son remplacement total dans les années 2000 au profit des formats numériques.
Kodak sort en 2019 une nouvelle pellicule en 16 mm, l'Ektachrome, preuve que le format a encore des adeptes.

## 16 mm (substandard)

Fonctionnement d'un projecteur 16 mm à double perforations.

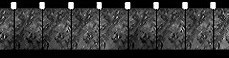
Film 16 mm à simple perforation.

La pellicule est dotée d'une perforation par image, à la hauteur de l'inter-image. À l'origine, le film présentait des perforations de chaque côté, mais l'apparition du cinéma sonore a rendu nécessaire de disposer de place pour une piste (sonore magnétique ou optique) et a généralisé l'usage du film à 1 seule rangée de perforations.
La taille de la fenêtre à la prise de vues et la taille de l'image projetée sont comme toujours légèrement différentes. Le rapport d'image standard est le rapport académique 1,375:1. La taille de l'image obtenue à la prise de vues est de 10,22 × 7,42 mm
La cadence standard est de 24 images par seconde.

## Super 16

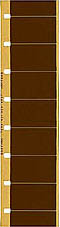
Super 16.

Ce format est inventé par Rune Ericson en 1969.
Avant la généralisation des caméras numériques, le film 16 mm était surtout utilisé dans le format Super 16 qui donne un rapport d'image de 1,66:1. Ce rapport convenait mieux au gonflage en 35 mm et au transfert sur vidéo au format 16:9 (1,78:1).
À la prise de vues, la fenêtre de cadrage du film pouvait être choisie en 1,66:1, 1,85:1 ou, même 2,40:1.
L'image impressionnée a une dimension de 12,39 × 7,49 mm.
L'image réellement exploitée dépend du rapport de cadrage :
- rapport 1,66:1 : image 12,39 × 7,49 mm ;
- rapport 1,85:1 : image 12,39 × 6,69 mm ;
- rapport 2,40:1 : image 12,39 × 5,16 mm.